# 七条警察署巡査殺害事件
七条警察署巡査殺害事件（しちじょうけいさつしょじゅんささつがいじけん）は、1946年（昭和21年）6月9日に京都府京都市下京区で発生した殺人事件。

## 事件の概要
1946年6月9日未明、パトロール中の七条警察署（2012年廃署）の巡査が、不審人物5人を発見し職務質問をしようとしたところ、中の1人から突然発砲された。
巡査は警笛を鳴らして追跡したが、弾は巡査の左胸部に命中しており、まもなく力尽きて倒れこんだ。巡査は駆けつけた署員に犯人の特徴を詳細に述べた後、直ちに進駐軍用救急車で病院に運ばれたが、同日午前3時5分に死亡した。
京都府警察部は、直ちに捜査を開始し、犯人の朝鮮人5人を逮捕した。